# Ibne Alhaim Alisbili
Abu Maomé Abdalaque Algafiqui Alisbili (Abu Muhammad Abd al-Haqq al‐Ghafiqi al‐Ishbili; em árabe: ابن الهائم) (ca. 1213) foi um astrônomo e matemático muçulmano de Sevilha no Alandalus. Começou seus estudos como matemático e estudou os trabalhos de Al-Jayyani e Jabir ibn Aflah. Foi o autor do al‐Zīj al‐kāmil fī al‐talim (composto de sete capítulos).
Provê dados históricos sobre a vida e trabalhos de Zarcali e a criação das Tábuas Toledanas pelos astrônomos em Toledo tratados com condescendência por Saíde, o Andalusino. Além disso, estende as teorias de Zarcali sobre a oscilação da obliquidade da eclíptica e também apresenta fórmulas trigonométricas esféricas, provê uma longitude do apogeu solar de 85° 49′ e mais adiante confirmou os trabalhos de Zarcali.